# Скьельбред-Кнутсен, Оле Йохан
Оле Йохан Скьельбред-Кнутсен (норв. Ole Johan Skjelbred-Knutsen; род. 2 сентября 1972 года, Норвегия) — норвежский актёр театра и кино, театральный режиссёр, сценарист и переводчик.

## Карьера
С 1995 по 1998 года учился в Национальном академическом театре. Работает в Норвежском национальном театре, Норвежском театре, Трёнделаг-театре. Оле Йохан имеет множество театральных ролей. В кино начал сниматься с 2007 года. С 2013 года работает в Драматическом Доме в качестве сценариста. Переводит с других языков на норвежский различные пьесы и произведения, на которые затем ставятся театральные постановки. Оле Йохан живёт в Осло.

## Фильмография
| Год  |     | Русское название       | Оригинальное название | Роль            |
| ---- | --- | ---------------------- | --------------------- | --------------- |
| 2007 | ф   |                        | Pepper                |                 |
| 2008 | с   | Медовая ловушка        | Honningfellen         | доктор          |
| 2009 | ф   | Приключения коряжки    | Knerten               | папа Веслы      |
| 2011 | ф   | Йорген + Анна = правда | Totally True Love     | папа Йоргена    |
| 2011 | ф   | То, что её заводит     | Få meg på, for faen!  | директор завода |
| 2013 | кор | Земля над ветром       | Jord over vind        | Оле Йохан       |
| 2016 | ф   |                        | Alt det vakre         | сосед           |
| 2016 | ф   | Девушка-лев            | Løvekvinnen           | доктор Левин    |

## Награды
- 2015: Премия «Гедда» в категории Лучший сценарий к спектаклю «Моби Дик» (2014)[2].